# Ksi Sii Aks
Ksi Sii Aks är ett vattendrag i Kanada.   Det ligger i provinsen British Columbia, i den sydvästra delen av landet, 3 800 km väster om huvudstaden Ottawa.
I omgivningarna runt Ksi Sii Aks växer i huvudsak barrskog. Trakten runt Ksi Sii Aks är nära nog obefolkad, med mindre än två invånare per kvadratkilometer.